# Hypomecis
Hypomecis là một chi bướm đêm trong họ Geometridae. Những nghiên cứu đã chỉ ra rằng chúng chọn chỗ để nghỉ ngơi một cách cẩn thận nên chúng sử dụng sự ngụy trang.

## Các loài
- Hypomecis brevifasciata (Wileman, 1911)
- Hypomecis buchollzaria (Lemmer, 1937)
- Hypomecis cineracea (Moore, 1888)
- Hypomecis corticea (Bastelberger, 1911)
- Hypomecis costaria
- Hypomecis danieli (Wehrli, 1932)
- Hypomecis dentigerata
- Hypomecis detractaria
- Hypomecis exilis
- Hypomecis formosana (Wileman, 1912)
- Hypomecis gnopharia (Guénée, 1857)
- Hypomecis gnophosarium
- Hypomecis humanitas
- Hypomecis intectaria (Walker 1863)
- Hypomecis latipennis
- Hypomecis lineataria
- Hypomecis lioptilaria
- Hypomecis longipectinaria Blanchard et Knudson, 1984
- Hypomecis luridula (Hulst, 1896)
- Hypomecis monotona (Inoue, 1978)
- Hypomecis nigricuneata
- Hypomecis nudicosta Inoue, 1983
- Hypomecis obliquisigna (Wileman, 1912)
- Hypomecis oblivia
- Hypomecis paradetractaria
- Hypomecis percnioides (Wehrli, 1943)
- Hypomecis plumulata
- Hypomecis punctinalis (Scopoli, 1763)
- Hypomecis roboraria (Denis et Schiffermüller, 1775)
- Hypomecis sommerei
- Hypomecis spissata
- Hypomecis subdetractaria
- Hypomecis sulawesensis
- Hypomecis transcissa
- Hypomecis umbrosaria (Hübner, 1813)
- Hypomecis umbrosarium
- Hypomecis xylopterata

## Hình ảnh

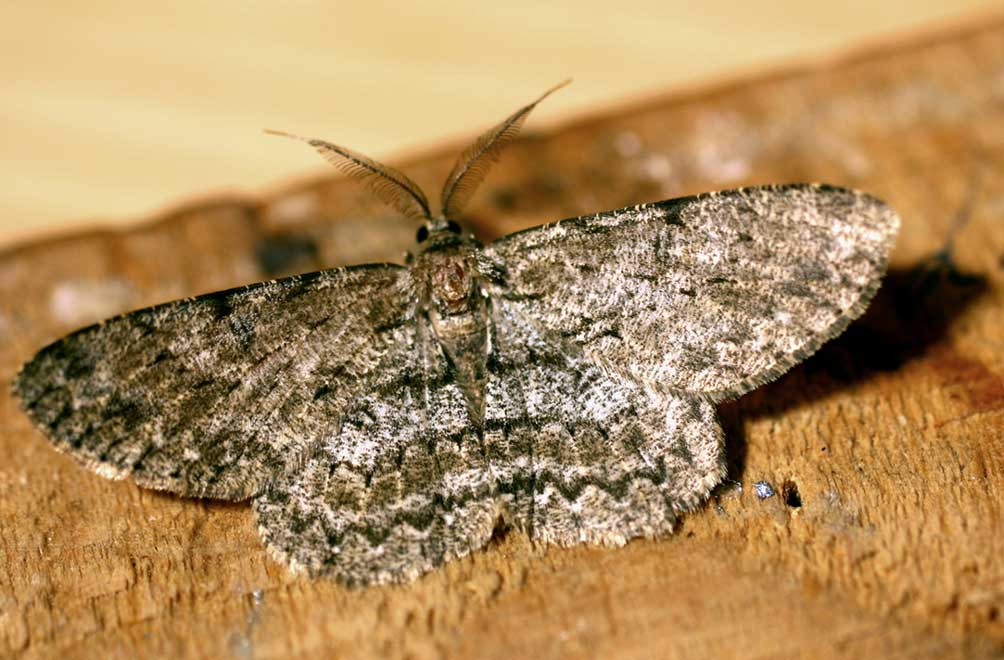
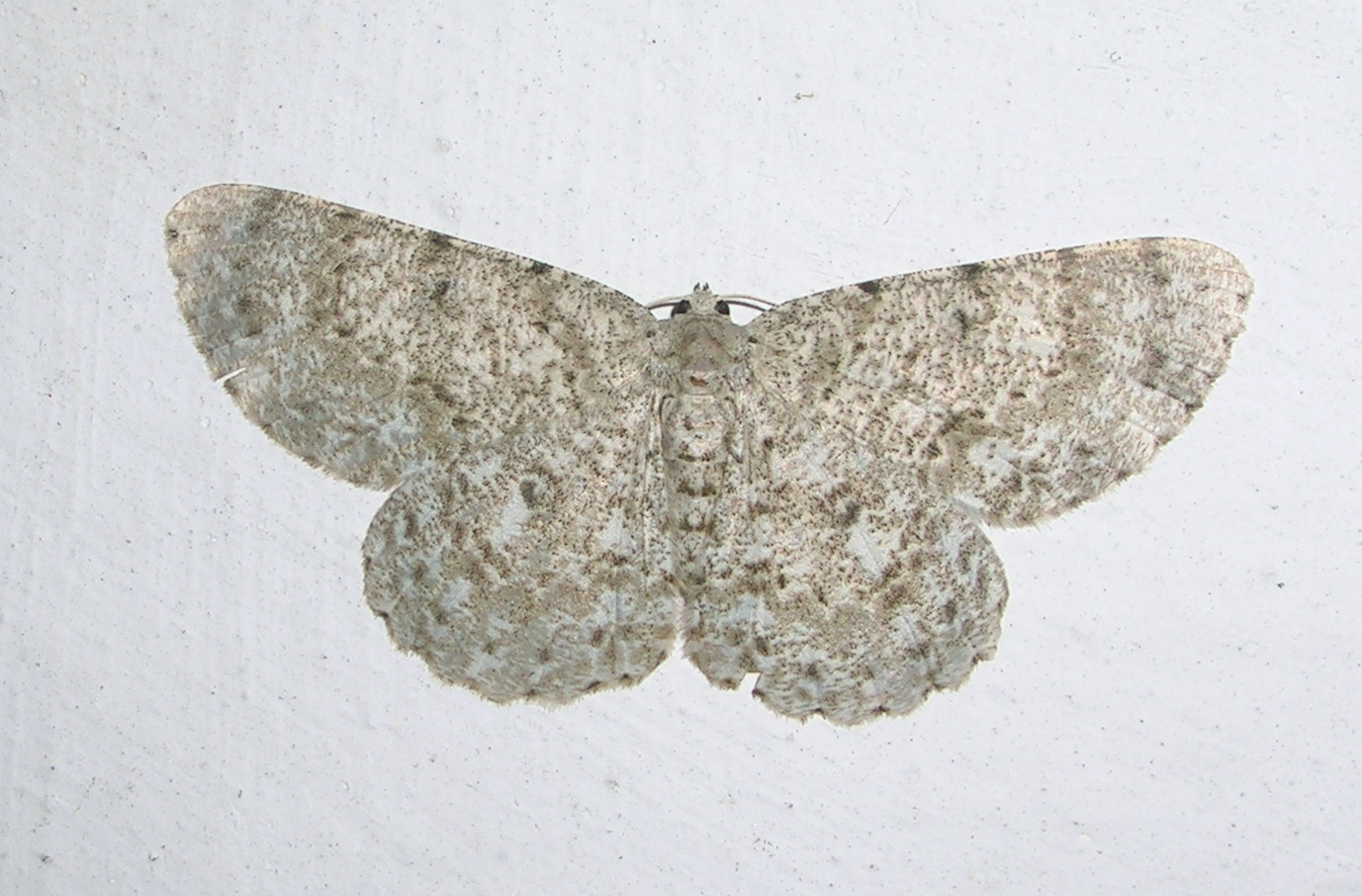
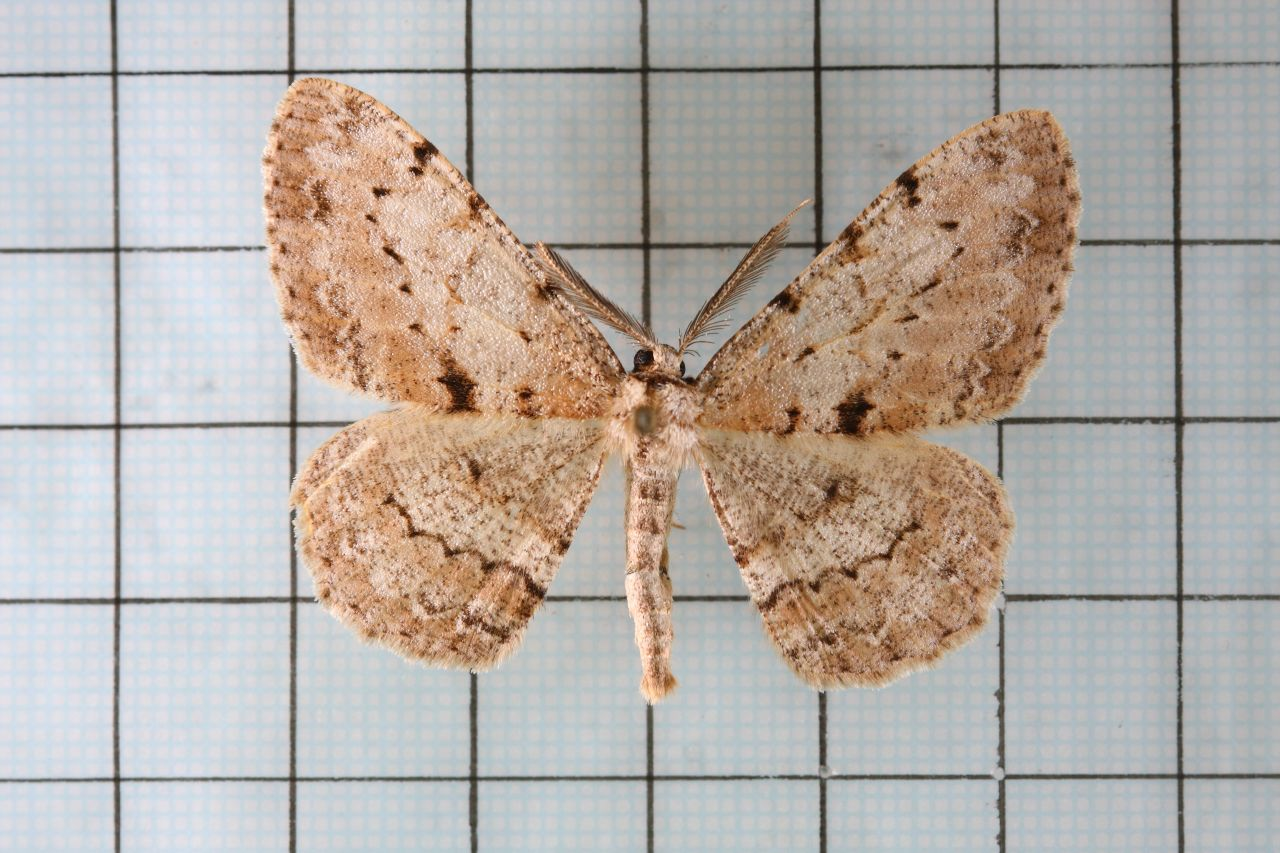